# تپه یهرلو
تپه یهرلو مربوط به عصر مس است و در شهرستان تکاب، بخش تخت سلیمان، دهستان ساروق، روستای یهرلو واقع شده و این اثر در تاریخ ۷ اسفند ۱۳۸۵ با شمارهٔ ثبت ۱۷۶۲۲ به‌عنوان یکی از آثار ملی ایران به ثبت رسیده است.